# Уолли, Эдди
Эдди Уолли (нидерл. Eddy Wally) (также: Эдди Валли) (имя при рождении — Эдуард Рене Ван Де Валле; 12 июля 1932, Зелзате, Восточная Фландрия — 6 февраля 2016, Зелзате, Фламандский регион) — бельгийский певец, называвший себя «Голосом Европы» («Voice of Europe»).

## Биография

### Юность и начало карьеры
Детство и юность провёл в Зелзате, в Восточной Фландрии в Бельгии. В детстве отец учил Эдуарда играть на аккордеоне, гитаре и губной гармонике. В школе все называли его «Wardje». Он не блистал в области математики и языков, но был уже настоящим шоуменом. В возрасте 14 лет, отец погиб и поэтому ему пришлось работать простым рабочим на ткацкой фабрике в Нидерландах, недалеко от бельгийской границы. В перерывах на работе, он часто играл на гитаре, чтобы развлекать своих коллег. По примеру отца, он после работы выступал в кафе как певец и гитарист. Во время конкурса талантов он познакомился с Мариетой, на которой он женился в 1956 году. Год спустя родилась их первая и единственная дочь, Марина. Она, как и отец, тоже стала певицей. После брака Уолли решил бросить работать на фабрике и вместе с тёщей стал продавать кожевенные товары на рынках по всей Фландрии. После смерти тёщи в 1960 году, Эдди Уолли с семьей переехал в Эртвелде. Там они унаследовали магазин и кафе тестя и тёщи. В 1967 году Уолли открыл дискотеку «Париж-Лас-Вегас», недалеко от магазина. На этой дискотеке начали свою карьеру много талантливых фламандских певцов.

### Музыкальная карьера
В 1960 году Уолли начал свою музыкальную карьеру. 6 лет спустя он познакомился с голландским продюсером Джони Хусом, с которым сотрудничал до конца своей карьеры. Вместе они записали первый хит Chérie (Дорогая). Эта песня заняла первое место во фламандском топе 50 лучших песен и было продано больше чем 50 000 грампластинок. До сих пор это его самая известная песня.
Этот успех был началом долгой карьеры, в течение которой он записал более 500 песен. Уолли также прославился за рубежом. У него был клуб фанатов в Голландии, и он регулярно появлялся в британской программе «Евротреш», создатели которой следили за жизнью известных эксцентрических людей по всей Европе. Певец выступал несколько раз в Китае (он даже перевёл песню «Chérie» на китайский язык), Германии, Австралии, Южно-Африканской Республике и России. В 1970-е годы он иногда выступал в гостиницах Лас-Вегаса и в Канаде. По возвращении из США, он гордился своей популярностью у американцев. Всё путешествие было экранизировано и показано по телевизору в Бельгии. Он сравнивал себя с Франком Синатрой и даже называл себя «Voice of Europe» (в переводе с англ. — «Голосом Европы»). В конце 1970-х годов Уолли был на вершине карьеры. Он выступал в СССР на 24 концертах в разных городах. Он также выступил вместе с Элтоном Джоном.
В 1984 году Эдди Уолли встретился с Гюго Кольпартом, который стал его менеджером до конца карьеры. В том же году родилась его единственная внучка, Ванесса.
В 1994 году китайское телевидение попросило Эдди Уолли выступить на дискотеке в Шанхае. Там он, к всеобщему удовольствию китайской публики, спел на китайском языке. В 1995 году Уолли выпустил новую версию песни «Chérie»: «Chérie in da house». Год спустя он продал дискотеку «Париж-Лас-Вегас» и ушёл на пенсию.

### Конец карьеры
В 2006 году в Эртвелде открылся памятник в честь Эдди Уолли. На памятнике написано «Голос Европы». В марте 2011 года Уолли попал в больницу из-за кровоизлияния в мозг. С тех пор левая сторона тела Эдди Уолли была парализована. Несколько месяцев спустя он переехал в дом престарелых в Зелзате. В октябре 2012 года жена Уолли умерла в возрасте 80 лет. В конце того же года, Уолли в последний раз выступил на спектакле «Ночь шлягеров».
Эдди Уолли скончался 6 февраля 2016 в возрасте 83 года в доме престарелых после нового кровоизлияния в мозг.

## Эдди Уолли в СМИ
Уолли особенно известен во Фландрии благодаря выступлениям в СМИ. Он часто вёл себя эксцентрическим образом. Ему нравилось носить блестящие костюмы. Из-за внешнего вида, особенного словоупотребления («Оh my god» и «wow») и образа речи, его часто пародировали. Благодаря шутливому имиджу, Уолли часто приглашали в лёгкие телевизионные программы.
В 1970-е и 1980-е годы Уолли вёл собственную радиопрограмму «Onvergetelijk» и в 2000-е годы часто выступал в рубрике программы «Deckers & Ornelis» радиостанции «Q-Music». В 2014 году у него взяли интервью для документального фильма.
На русских сайтах, Эдди Уолли указан как актёр в двух сериалах («Евротреш» и нидерландский сериал «Barend en Van Dorp»).

## Дискография

### Альбомы
- Mijn allergrootste successen 1995
- 50 jaar hits 2002
- Eddy 80 — Het allerbeste van Eddy Wally 2012

### Хиты
- Chérie 1966
- Rode rozen 1967
- Rood is je mond 1967
- Dans met mij de laatste tango! 1969
- Chérie (Is In Da House) 1995
- Als housekramer ben ik geboren 1995
- Ik spring uit 'n vliegmachien 1996
- Dans mi amor 2003

## Дополнительная информация
- Эдди Уолли был персонажем в книге «Дети Хроноса» Питера Аспе и из-за эксцентрической внешности, рисовальщики комиксов любили изображать его в своих комиксах.
- В 2007 году вышла первая книга, которая была посвящена ему. Книга называется «Eddy Wally. The voice of Europe» («Эдди Уолли. Голос Европы.») и даёт обзор его карьеры.
- В 2008 году в Зелзате, месте рождения и местожительстве Уолли, открылся музей посвященный Эдди Уолли.
- Он стал почётным гражданином Гента в 2013 году. Это звание ему было присуждено на фестивале «Гентские праздники»
- Астероид (9205), между Марсом и Юпитером, был назван в честь Эдди Уолли.